# Tiến trình Đông Timor gia nhập ASEAN
Đông Timor là một quốc gia nằm ở khu vực Đông Nam Á nhưng chưa phải thành viên của Hiệp hội các quốc gia Đông Nam Á (ASEAN) - tổ chức liên kết của khu vực này, được tạo dựng với mục tiêu thúc đẩy tăng trưởng kinh tế, ủng hộ hòa bình khu vực, và phát triển văn hóa giữa các thành viên.
Trong tuyên bố ngày 11 tháng 11 năm 2022, ASEAN bày tỏ ủng hộ về các nguyên tắc để kết nạp Đông Timor và trao quy chế quan sát viên cho quốc gia này. Đông Timor trở thành quan sát viên thứ hai của ASEAN, sau Papua New Guinea.

## Nỗ lực gia nhập
Đông Timor độc lập khỏi Indonesia vào năm 2002. Tháng 3 năm 2011, Đông Timor nộp đơn xin gia nhập ASEAN.
Năm 2015 tại Hội nghị Thượng đỉnh ASEAN lần thứ 27, Đông Timor được trao quy chế quan sát viên ASEAN. Đông Timor là quốc gia thứ hai được nhận quy chế này sau Papua New Guinea. Trong khi vị thế quan sát viên rất gần với thành viên đầy đủ, Đông Timor bắt đầu đến các thách thức sẽ phải đối mặt khi gia nhập ASEAN. Đông Timor đang nỗ lực thực hiện các giải pháp nhằm tăng cường năng lực thể chế và nguồn nhân lực để tham gia vào các hoạt động của ASEAN, bao gồm: việc thành lập Tổng cục ASEAN và bổ nhiệm một Tổng thư ký của Nhà nước về các vấn đề ASEAN thuộc Bộ Ngoại giao và Hợp tác.
Cho đến nay, đơn xin gia nhập của Đông Timor này vẫn đang được xem xét bởi một nhóm công tác đặc biệt nhằm tìm kiếm những thành tựu và nỗ lực trong tiến trình tham gia ASEAN song đã nhận được sự ủng hộ của nhiều nhà lãnh đạo khu vực.
Nước này đã hoàn thành một số yêu cầu cơ bản để trở thành thành viên ASEAN như: thành lập 22 đại sứ quán tại các nước thành viên ASEAN, Châu Âu, Châu Phi, Bắc Mỹ và Mỹ Latinh.
Trong lĩnh vực thể thao, Đông Timor cũng đã là thành viên Liên đoàn bóng đá ASEAN (AFF) và tham dự Đại hội thể thao Đông Nam Á (SEA Games) thường xuyên từ năm 2003.
Bắt tay vào cải cách hành chính để đảm bảo phân phối hiệu quả hơn các dịch vụ cho người dân. Đông Timor cũng đã tích cực mở rộng quan hệ hợp tác song phương và tiếp cận cộng đồng trong khu vực và xa hơn nữa, dựa trên các nguyên tắc nhân quyền, dân chủ, quản trị tốt, công lý và uy quyền của luật pháp quốc tế.

## Khó khăn
Để trở thành thành viên của ASEAN, Đông Timor cần phải đáp ứng đầy đủ các điều kiện và nghĩa vụ của tổ chức, đó là khả năng đáp ứng các điều kiện tham gia ba trụ cột chính trị - an ninh, kinh tế và văn hóa-xã hội.
Cho đến nay, Đông Timor vẫn là một trong những quốc gia nghèo nhất thế giới khi phải đối mặt với nhiều rào cản, bao gồm tiếp tục giữ vững nền an ninh, phát triển kinh tế, nỗ lực chống nạn tham nhũng trong ngân sách quốc gia, có đến 90% phụ thuộc vào nguồn xuất khẩu dầu lửa cũng như cải thiện hệ thống y tế và giáo dục. Cơ sở hạ tầng của nước này còn khá nghèo nàn trong khi tỉ lệ biết chữ chỉ chiếm 60%.
Theo số liệu của Ngân hàng thế giới, năm 2012, Đông Timor có dân số 1,2 triệu người và GDP 1,29 tỉ USD, chỉ bằng 15% so với nền kinh tế nhỏ nhất của ASEAN là Lào với GDP 9,2 tỉ USD
Trong cộng đồng các quốc gia ASEAN, Đông Timor cũng vấp phải sự phản đối của một số thành viên, trong đó có Singapore.

## Triển vọng
Việc trở thành thành viên ASEAN đối với Đông Timor đem lại lợi ích rõ ràng. Vì sau cuộc đấu tranh giành độc lập  chống Indonesia và để trở thành một quốc gia được quốc tế công nhận, quy chế thành viên ASEAN tạo cơ hội quan trọng cho hòa giải dân tộc. Đông Timor đã tuyên bố "coi việc trở thành thành viên ASEAN như một phần không thể thiếu trong nỗ lực củng cố nền hòa bình của quốc gia". Ngoài ra, khi Đông Timor gia nhập ASEAN, họ sẽ được hưởng lợi từ nền kinh tế khu vực với tổng GDP khoảng 2,5 nghìn tỷ USD và một thị trường tiêu dùng  hơn 600 triệu người. Trong gian đoạn ngắn hạn và trung hạn, vị thế thành viên sẽ tạo cơ hội cho Đông Timor tiếp cận các nguồn vốn quan trọng để phát triển đất nước thông qua các chương trình như Sáng kiến Hội nhập ASEAN nhằm thu hẹp khoảng cách phát triển giữa các thành viên ASEAN.
Theo nhận định của Giáo sư Damien Kingsbury tại Đại học Deakin (Úc), Đông Timor có tiềm năng lớn về năng lượng, du lịch, gạo, cà phê, đặc biệt tiềm năng quan trọng nhất của Đông Timor là năng lượng. Phát triển ngành nông nghiệp, trong đó xuất khẩu cà phê cũng là một yếu tố thúc đẩy tăng trưởng. Việc sử dụng đô la Mỹ giúp du khách tiện lợi hơn khi trao đổi tại đây đang dần được thúc đẩy ngành Du lịch. Và việc Đông Timor gia nhập ASEAN sẽ mang lại rất nhiều lợi ích, trong đó có các lĩnh vực thương mại, an ninh, ổn định đất nước và giao lưu văn hóa với cộng đồng ASEAN.
Là quốc gia thứ 11 tại Đông Nam Á, Đông Timor được coi là có một vị trí chiến lược và được sự coi trọng của cả Mỹ và Trung Quốc trong việc gia tăng ảnh hưởng toàn cầu. Đông Timor tiếp cận các con đường huyết mạch tới Singapore, nhiều mỏ dầu ở Trung Đông và các trung tâm thương mại toàn cầu khác như Đông Á và Bờ Tây của Bắc Mỹ thông qua các eo biển như Malacca, Lombok và Sunda.
Những nỗ lực của Đông Timor trong gia nhập ASEAN thể hiện nguyện vọng gắn kết và mong muốn đóng góp và hòa nhập với cộng đồng khu vực. Chấp thuận Đông Timor, ASEAN sẽ thúc đẩy vai trò của mình như một cơ chế hợp tác, cũng như giúp tiến trình hội nhập và phát triển của Đông Timor diễn ra tích cực hơn.
Quy chế thành viên sẽ cho phép Đông Timor có sự hiện diện lớn và mạnh mẽ hơn trên trường quốc tế nhờ gia nhập một tổ chức mạnh mẽ gồm 10 quốc gia thành viên đang hướng tới "một ASEAN có sự phối hợp, gắn kết chặt chẽ hơn trong các vấn đề toàn cầu cùng quan tâm". Đông Timor vì thế sẽ được hưởng lợi và được bảo đảm dưới sự bảo trợ của ASEAN. Mặt khác, cũng đã có những tranh cãi rất thú vị liên quan đến lợi ích của chính ASEAN khi kết nạp Đông Timor. Thường thì người ta hay nghĩ tới trách nhiệm và bổn phận của Đông Timor đối với tổ chức khu vực này. Tuy nhiên, những quan điểm kiểu như vậy đã phớt lờ những đóng góp tiềm năng của Đông Timor trong các dự án hội nhập khu vực ASEAN. Nếu không thừa nhận và hỗ trợ Đông Timor, ASEAN có thể tự cho thấy tổ chức này không có khả năng giải quyết các vấn đề trong "sân sau" của mình do Đông Timor về mặt địa lý, lịch sử và văn hóa là một phần của khu vực Đông Nam Á. Từ quan điểm chiến lược và an ninh, sẽ thiếu khôn ngoan khi để Đông Timor nằm ngoài gia đình ASEAN. Sẽ quá rủi ro, thậm chí đe dọa tới an ninh và hòa bình khu vực khi các tiêu chuẩn, hình thái phát triển của Đông Timor đi ngược lại với ASEAN.
Một đề nghị nào đó của các nước ngoài khu vực với Đông Timor chắc chắn sẽ gây lo lắng cho ASEAN. Một số tòa nhà chính phủ ở thủ đô Dili như Dinh Tổng thống, Bộ Ngoại giao đã được xây dựng và tài trợ bởi Trung Quốc. Việc không thừa nhận Đông Timor gây những ảnh hưởng liên quan đến vai trò trung tâm của ASEAN trong cấu trúc khu vực châu Á-Thái Bình Dương trong thế kỷ 21. Trong khi phải đối mặt với một Trung Quốc và Ấn Độ đang nổi lên cũng như sự quan tâm lớn hơn của Hoa Kỳ đối với khu vực, ASEAN không thể để mất vai trò của mình trong khu vực. Trở ngại đáng kể chính là thực tế vẫn còn tồn tại sự phản đối Đông Timor gia nhập ASEAN (Singapore) dù các trường hợp ủng hộ cũng khá rõ ràng (Indonesia và Thái Lan).

## Nhận định

### Đông Timor
- Bộ trưởng Bộ Ngoại giao và hợp tác Đông Timor Hernani Coelho da Silva (17 tháng 4 năm 2015): trong cuộc găp với Tổng thư ký ASEAN Lê Lương Minh

| “ | ASEAN là một ưu tiên quan trọng trong chính sách đối ngoại của Đông Timor và sẵn sàng trở thành một thành viên của ASEAN... | ” |

- Đại sứ Đông Timor tại Malaysia Jose Antonio Amorim Dias:

| “ | Đông Timor sẵn sàng gia nhập Hiệp hội các quốc gia Đông Nam Á vào bất cứ thời điểm nào. Người dân Đông Timor mong muốn các nước thành viên ASEAN chấp thuận đề nghị gia nhập của nước này càng sớm càng tốt... | ” |

### ASEAN
- Tổng thư ký ASEAN Lê Lương Minh (29 tháng 4 năm 2013): Phát biểu bên lề cuộc họp báo về kết quả Hội nghị cấp cao ASEAN 22 tại Bandar Seri Begawan, Brunei.[7]

| “ | Đông Timor vẫn chưa sẵn sàng gia nhập ASEAN. Vì vậy, chúng tôi đang thúc đẩy họ thực hiện đầy đủ một số nghĩa vụ bắt buộc... | ” |

### Thành viên khác
- Chính phủ Singapore:

| “ | Đông Timor mang lại rất ít lợi ích cho ASEAN trong khi gia tăng gánh nặng kinh tế đáng kể khi ASEAN đang ở giai đoạn cuối cùng của việc thành lập Cộng đồng kinh tế ASEAN. | ” |

### Bên ngoài
- Giám đốc Dự án Đông Nam Á của Tổ chức Nghiên cứu Khủng hoảng Quốc tế (ICG) Jim Della-Giacoma[5]

| “ | Xây dựng, biên chế và hoạt động của các đại sứ quán sẽ đòi hỏi chi phí đáng kể đối với Đông Timor, có nền kinh tế đang dần hồi phục. Trong đó việc tham gia hơn 1000 sự kiện mỗi năm của ASEAN có thể là một gánh nặng tài chính. Đồng thời, việc cơ sở hạ tầng chưa hoàn thiện, bao gồm cả mạng lưới đường bộ và đường hàng không, nghĩa là nước này sẽ gặp khó khăn khi tổ chức nhiều cuộc họp lớn của ASEAN. | ” |